# Premio Reina Sofía de Poesía Iberoamericana
El Premio Reina Sofía de Poesía Iberoamericana es un premio literio que lleva el nombre de la reina Sofía de España. Está convocado por la Universidad de Salamanca y Patrimonio Nacional, organismo del Estado gestor de los bienes originarios de la Casa Real. Está dotado con 42.000 euros y tiene por objeto premiar el conjunto de la obra poética de un autor vivo que, por su valor literario, constituya una aportación relevante al patrimonio cultural común de Iberoamérica y España. 

## Candidaturas y jurado
Las candidaturas son presentados por las Academias de la Lengua de los países iberoamericanos, la Real Academia Española y los departamentos universitarios de Filología Hispánica, Filosofía y Literatura. El ganador es designado en el mes de junio y el premio en metálico se entrega en noviembre. Se suele alternar un galardonado español con uno iberoamericano. El jurado se compone de un grupo de académicos y de escritores en lengua española.

## Corrientes poéticas representadas en los premiados
Se ha distinguido el surrealismo poético de Gonzalo Rojas, la poética coloquial de Mario Benedetti, la de los novísimos representada por algunos de los premiados, como Pere Gimferrer, o la poesía de la generación de los 50 de María Victoria Atencia. 

## Las encuadernaciones de arte de los Reina Sofía, en la Real Biblioteca
Patrimonio Nacional encarga cada año la encuadernación artística de una de las obras premiadas, que se deposita en la Real Biblioteca. Se pretende representar así la evolución del arte ligatorio en España desde 1992, el primer año de concesión del premio. Entre encuadernadores seleccionados están 
Antolín Palomino Olalla, los hermanos Antonio y José Galván, Andrés Pérez-Sierra, Juan Antonio Fernández Argenta o Dolores Baldó.

## Galardonados del Premio Reina Sofía de Poesía Iberoamericana
| Año  | Autor                        | Obra editada                                   | Nacionalidad            |
| ---- | ---------------------------- | ---------------------------------------------- | ----------------------- |
| 1992 | Gonzalo Rojas                | Cinco visiones                                 | Chile                   |
| 1993 | Claudio Rodríguez            | Hacia el canto                                 | España                  |
| 1994 | João Cabral de Melo Neto     | A la medida de la mano                         | Brasil                  |
| 1995 | José Hierro                  | Nombres propios                                | España                  |
| 1996 | Ángel González               | Luz, o fuego, o vida                           | España                  |
| 1997 | Álvaro Mutis                 | Summa de Maqroll el Gaviero. Poesía, 1948-1997 | Colombia                |
| 1998 | José Ángel Valente           | El vuelo alto y ligero                         | España                  |
| 1999 | Mario Benedetti              | Los espejos las sombras                        | Uruguay                 |
| 2000 | Pere Gimferrer               | Marea solar, marea lunar                       | España                  |
| 2001 | Nicanor Parra                | Páginas en blanco                              | Chile                   |
| 2002 | José Antonio Muñoz Rojas     | Yo sólo sé nombrarte                           | España                  |
| 2003 | Sophia de Mello Breyner      | En la desnudez de la luz                       | Portugal                |
| 2004 | José Manuel Caballero Bonald | Años y libros                                  | España                  |
| 2005 | Juan Gelman                  | Oficio ardiente                                | Argentina               |
| 2006 | Antonio Gamoneda             | Sílabas negras                                 | España                  |
| 2007 | Blanca Varela                | Aunque cueste la noche                         | Perú                    |
| 2008 | Pablo García Baena           | Rama fiel                                      | España                  |
| 2009 | José Emilio Pacheco          | Contraelegía                                   | México                  |
| 2010 | Francisco Brines             | Para quemar la noche                           | España                  |
| 2011 | Fina García Marruz           | ¿De qué, silencio, eres tú silencio?           | Cuba                    |
| 2012 | Ernesto Cardenal             | Hidrógeno enamorado                            | Nicaragua               |
| 2013 | Nuno Júdice                  | Devastación de sílabas                         | Portugal                |
| 2014 | María Victoria Atencia       | El fruto de mi voz                             | España                  |
| 2015 | Ida Vitale                   | Todo de pronto es nada                         | Uruguay                 |
| 2016 | Antonio Colinas              | Lumbres                                        | España                  |
| 2017 | Claribel Alegría             | Aunque dure un instante                        | Nicaragua / El Salvador |
| 2018 | Rafael Cadenas               | No es mi rostro                                | Venezuela               |
| 2019 | Joan Margarit                | Viaje hacia la sombra                          | España                  |
| 2020 | Raúl Zurita                  | Verás auroras como sangre                      | Chile                   |
| 2021 | Ana Luísa Amaral             | El exceso más perfecto                         | Portugal                |
| 2022 | Olvido García Valdés         | La caída de Ícaro                              | España                  |
| 2023 | Gioconda Belli               | Parir el alba                                  | Nicaragua               |
| 2024 | Piedad Bonnett               | La oscura disonancia                           | Colombia                |
| 2025 | Luis Alberto de Cuenca       |                                                | España                  |

## Premio por países
| España      | 15 |
| Chile       | 3  |
| Portugal    | 3  |
| Nicaragua   | 3  |
| Uruguay     | 2  |
| Colombia    | 2  |
| Argentina   | 1  |
| Brasil      | 1  |
| Cuba        | 1  |
| El Salvador | 1  |
| México      | 1  |
| Perú        | 1  |
| Venezuela   | 1  |
| Total       | 32 |